# Eishockey-Weltmeisterschaft der U18-Junioren 2011
Die 13. Eishockey-Weltmeisterschaften der U18-Junioren der Internationalen Eishockey-Föderation IIHF sind die Eishockey-Weltmeisterschaften des Jahres 2011 in der Altersklasse der Unter-Achtzehnjährigen (U18). Insgesamt nahmen zwischen dem 19. März und 24. April 2011 42 Nationalmannschaften an den sieben Turnieren der Top-Division sowie der Divisionen I bis III teil.
Der Weltmeister wurde zum sechsten Mal die Mannschaft der Vereinigten Staaten, die wie im Vorjahr im Finale Schweden mit 4:3 nach Verlängerung bezwingen konnte. Die deutsche Mannschaft konnte das Turnier nach dem Wiederaufstieg im letzten Jahr mit dem sechsten Platz abschließen, die Schweiz belegte den siebten Platz in der Top-Division. Österreich wurde souverän Erster in der Gruppe A der Division II und stieg damit zurück in die Division I auf.

## Teilnehmer, Austragungsorte und -zeiträume
- Top-Division: 14. bis 24. April 2011 in Crimmitschau und Dresden, Deutschland
Teilnehmer:  Deutschland (Aufsteiger),  Finnland,  Kanada,  Norwegen (Aufsteiger),  Russland,  Schweden,  Schweiz,  Slowakei,  Tschechien,  USA (Titelverteidiger)

- Division I
  - Gruppe A: 11. bis 17. April 2011 in Riga, Lettland
Teilnehmer:  Großbritannien,  Italien (Aufsteiger),  Kasachstan,  Lettland (Absteiger),  Ungarn
  - Gruppe B: 10. bis 16. April 2011 in Maribor, Slowenien
Teilnehmer:  Belarus (Absteiger),  Dänemark,  Frankreich,  Polen,  Slowenien (Aufsteiger),  Südkorea

- Division II
  - Gruppe A: 19. bis 25. März 2011 in Brașov, Rumänien
Teilnehmer:  Estland,  Kroatien,  Neuseeland (Aufsteiger),  Österreich (Absteiger),  Rumänien,  Serbien
  - Gruppe B: 27. März bis 2. April 2011 in Donezk, Ukraine
Teilnehmer:  Belgien,  Volksrepublik China (Aufsteiger),  Litauen (Absteiger),  Niederlande,  Spanien,  Ukraine

- Division III
  - Gruppe A: 11. bis 17. April 2011 in Taipeh, Republik China (Taiwan)
Teilnehmer:  Australien (Absteiger),  Bulgarien,  Republik China (Taiwan),  Türkei
  - Gruppe B: 13. bis 19. März 2011 in Naucalpan de Juárez, Mexiko
Teilnehmer:  Irland,  Island (Absteiger),  Israel,  Mexiko,  Südafrika

 Japan sagte die Teilnahme an der Gruppe A der Division I aufgrund des Tōhoku-Erdbebens und dessen unmittelbaren Folgen ab. Die  Mongolei zog ihre Mannschaft aufgrund finanzieller Schwierigkeiten und fehlender Ausrüstung vom Turnier der Gruppe A der Division III zurück.

## Top-Division
Die U18-Weltmeisterschaft der Top-Division wurde vom 14. bis 24. April 2011 in Deutschland ausgetragen. Die Spiele fanden in den sächsischen Städten Crimmitschau und Dresden statt.
Am Turnier nahmen zehn Nationalmannschaften teil, die in zwei Gruppen zu je fünf Teams spielten.
| Gruppe A    | Gruppe B   |
| USA         | Schweden   |
| Russland    | Finnland   |
| Schweiz     | Tschechien |
| Slowakei    | Kanada     |
| Deutschland | Norwegen   |

### Modus
Nach den Gruppenspielen der Vorrunde qualifizieren sich die beiden Gruppenersten direkt für das Halbfinale. Die Gruppenzweiten und -dritten bestreiten je ein Qualifikationsspiel zur Halbfinalteilnahme. Die Vierten und Fünften der Gruppenspiele bestreiten – bei Mitnahme des Ergebnisses der direkten Begegnung aus der Vorrunde – die Abstiegsrunde und ermitteln dabei zwei Absteiger in die Division I.

### Austragungsorte
| Crimmitschau |

| Dresden |

| Crimmitschau |

| Dresden |

### Vorrunde

#### Gruppe A
| 14. April 2011 15:30 Uhr | Russland    | 8:2 (3:0, 2:1, 3:1)                 | Slowakei    | Kunsteisstadion im Sahnpark, Crimmitschau Zuschauer: 1.590 |
| 14. April 2011 19:30 Uhr | Schweiz     | 1:2 (0:1, 1:0, 0:1)                 | USA         | Kunsteisstadion im Sahnpark, Crimmitschau Zuschauer: 356   |
| 15. April 2011 15:30 Uhr | Slowakei    | 1:8 (0:2, 0:4, 1:2)                 | USA         | Kunsteisstadion im Sahnpark, Crimmitschau Zuschauer: 800   |
| 15. April 2011 19:30 Uhr | Schweiz     | 1:4 (0:2, 1:1, 0:1)                 | Deutschland | Kunsteisstadion im Sahnpark, Crimmitschau Zuschauer: 3.053 |
| 16. April 2011 19:30 Uhr | Deutschland | 4:5 n. P. (0:3, 3:0, 1:1, 0:0, 0:1) | Russland    | Kunsteisstadion im Sahnpark, Crimmitschau Zuschauer: 4.060 |
| 17. April 2011 15:30 Uhr | Slowakei    | 2:3 (1:2, 0:0, 1:1)                 | Schweiz     | Kunsteisstadion im Sahnpark, Crimmitschau Zuschauer: 624   |
| 17. April 2011 19:30 Uhr | USA         | 4:3 (2:0, 1:1, 1:2)                 | Russland    | Kunsteisstadion im Sahnpark, Crimmitschau Zuschauer: 2.216 |
| 18. April 2011 19:30 Uhr | Deutschland | 0:4 (0:2, 0:2, 0:0)                 | Slowakei    | Kunsteisstadion im Sahnpark, Crimmitschau Zuschauer: 2.037 |
| 19. April 2011 15:30 Uhr | Russland    | 8:3 (4:0, 3:2, 1:1)                 | Schweiz     | Kunsteisstadion im Sahnpark, Crimmitschau Zuschauer: 1.010 |
| 19. April 2011 19:30 Uhr | USA         | 7:3 (2:0, 4:2, 1:1)                 | Deutschland | Kunsteisstadion im Sahnpark, Crimmitschau Zuschauer: 3.743 |

| Pl. |             | Sp | S | OTS | OTN | N | Tore  | Punkte |
| 1.  | USA         | 4  | 4 | 0   | 0   | 0 | 21:08 | 12     |
| 2.  | Russland    | 4  | 2 | 1   | 0   | 1 | 24:13 | 8      |
| 3.  | Deutschland | 4  | 1 | 0   | 1   | 2 | 11:17 | 4      |
| 4.  | Schweiz     | 4  | 1 | 0   | 0   | 3 | 08:16 | 3      |
| 5.  | Slowakei    | 4  | 1 | 0   | 0   | 3 | 09:19 | 3      |

Abkürzungen: Pl. = Platz, Sp = Spiele, S = Siege, OTS = Siege nach Verlängerung (Overtime) oder Penaltyschießen, OTN = Niederlagen nach Verlängerung oder Penaltyschießen, N = Niederlagen

Erläuterungen: Halbfinalqualifikant, Viertelfinalqualifikant, Abstiegsrundenqualifikant

#### Gruppe B
| 14. April 2011 15:30 Uhr | Finnland   | 5:2 (2:0, 1:2, 2:0)  | Norwegen   | EnergieVerbund Arena, Dresden Zuschauer: 276   |
| 14. April 2011 19:30 Uhr | Tschechien | 2:1 (0:1, 0:0, 2:0)  | Schweden   | EnergieVerbund Arena, Dresden Zuschauer: 1.548 |
| 15. April 2011 15:30 Uhr | Norwegen   | 2:10 (1:1, 0:3, 1:6) | Schweden   | EnergieVerbund Arena, Dresden Zuschauer: 533   |
| 15. April 2011 19:30 Uhr | Tschechien | 0:5 (0:3, 0:0, 0:2)  | Kanada     | EnergieVerbund Arena, Dresden Zuschauer: 2.027 |
| 16. April 2011 19:30 Uhr | Kanada     | 5:4 (1:0, 1:2, 3:2)  | Finnland   | EnergieVerbund Arena, Dresden Zuschauer: 1.625 |
| 17. April 2011 15:30 Uhr | Norwegen   | 2:3 (1:0, 1:2, 0:1)  | Tschechien | EnergieVerbund Arena, Dresden Zuschauer: 878   |
| 17. April 2011 19:30 Uhr | Schweden   | 5:2 (1:1, 3:0, 1:1)  | Finnland   | EnergieVerbund Arena, Dresden Zuschauer: 1.114 |
| 18. April 2011 19:30 Uhr | Kanada     | 5:0 (3:0, 1:0, 1:0)  | Norwegen   | EnergieVerbund Arena, Dresden Zuschauer: 638   |
| 19. April 2011 15:30 Uhr | Finnland   | 5:3 (0:1, 1:1, 4:1)  | Tschechien | EnergieVerbund Arena, Dresden Zuschauer: 1.048 |
| 19. April 2011 19:30 Uhr | Schweden   | 4:2 (0:1, 0:0, 4:1)  | Kanada     | EnergieVerbund Arena, Dresden Zuschauer: 2.098 |

| Pl. |            | Sp | S | OTS | OTN | N | Tore  | Punkte |
| 1.  | Schweden   | 4  | 3 | 0   | 0   | 1 | 20:08 | 9      |
| 2.  | Kanada     | 4  | 3 | 0   | 0   | 1 | 17:08 | 9      |
| 3.  | Finnland   | 4  | 2 | 0   | 0   | 2 | 16:15 | 6      |
| 4.  | Tschechien | 4  | 2 | 0   | 0   | 2 | 08:13 | 6      |
| 5.  | Norwegen   | 4  | 0 | 0   | 0   | 4 | 06:23 | 0      |

Abkürzungen: Pl. = Platz, Sp = Spiele, S = Siege, OTS = Siege nach Verlängerung (Overtime) oder Penaltyschießen, OTN = Niederlagen nach Verlängerung oder Penaltyschießen, N = Niederlagen

Erläuterungen: Halbfinalqualifikant, Viertelfinalqualifikant, Abstiegsrundenqualifikant

### Abstiegsrunde
| 21. April 2011 15:30 Uhr | Schweiz    | 4:1 (0:0, 2:1, 2:0) | Norwegen   | EnergieVerbund Arena, Dresden Zuschauer: 328 |
| 21. April 2011 19:30 Uhr | Tschechien | 4:3 (1:2, 1:1, 2:0) | Slowakei   | EnergieVerbund Arena, Dresden Zuschauer: 728 |
| 23. April 2011 15:30 Uhr | Slowakei   | 2:6 (2:1, 0:3, 0:2) | Norwegen   | EnergieVerbund Arena, Dresden Zuschauer: 255 |
| 23. April 2011 19:30 Uhr | Schweiz    | 4:2 (2:1, 1:1, 1:0) | Tschechien | EnergieVerbund Arena, Dresden Zuschauer: 535 |

| Pl. |            | Sp | S | OTS | OTN | N | Tore  | Punkte |
| 1.  | Schweiz    | 3  | 3 | 0   | 0   | 0 | 11:05 | 9      |
| 2.  | Tschechien | 3  | 2 | 0   | 0   | 1 | 09:09 | 6      |
| 3.  | Norwegen   | 3  | 1 | 0   | 0   | 2 | 09:09 | 3      |
| 4.  | Slowakei   | 3  | 0 | 0   | 0   | 3 | 07:13 | 0      |

Anmerkung: Die Vorrundenspiele  Slowakei  –  Schweiz (2:3) und  Norwegen  –  Tschechien (2:3) sind in die Tabelle eingerechnet.

Abkürzungen: Pl. = Platz, Sp = Spiele, S = Siege, OTS = Siege nach Verlängerung (Overtime) oder Penaltyschießen, OTN = Niederlagen nach Verlängerung oder Penaltyschießen, N = Niederlagen

Erläuterungen: Absteiger in die Division I

### Finalrunde
|  | Viertelfinale    | Viertelfinale | Viertelfinale |    |          | Halbfinale | Halbfinale | Halbfinale |    |        | Finale           | Finale           | Finale           |
|  |                  |               |               |    |          |            |            |            |    |        |                  |                  |                  |
|  |                  |               |               |    |          | B1         | Schweden   | 3          |    |        |                  |                  |                  |
|  | A2               | Russland      | 5             |    |          | A2         | Russland   | 1          |    |        |                  |                  |                  |
|  | B3               | Finnland      | 2             |    |          |            |            |            |    | A1     | USA              | 4                |                  |
|  |                  |               |               |    | B1       | Schweden   | 3          |            |    |        |                  |                  |                  |
|  |                  |               |               | A1 | USA      | 5          |            |            |    |        |                  |                  |                  |
|  | B2               | Kanada        | 4             |    |          | B2         | Kanada     | 4          |    |        | Spiel um Platz 3 | Spiel um Platz 3 | Spiel um Platz 3 |
|  | A3               | Deutschland   | 3             |    |          |            |            |            | B2 | Kanada | 4                |                  |                  |
|  |                  |               |               | A2 | Russland | 6          |            |            |    |        |                  |                  |                  |
|  |                  |               |               |    |          |            |            |            |    |        |                  |                  |                  |
|  | Spiel um Platz 5 |               |               |    |          |            |            |            |    |        |                  |                  |                  |
|  | B3               | Finnland      | 6             |    |          |            |            |            |    |        |                  |                  |                  |
|  | A3               | Deutschland   | 0             |    |          |            |            |            |    |        |                  |                  |                  |

#### Viertelfinale
| 21. April 2011 15:30 Uhr | Russland | 5:2 (1:0, 1:1, 3:1) | Finnland    | Kunsteisstadion im Sahnpark, Crimmitschau Zuschauer: 694   |
| 21. April 2011 19:30 Uhr | Kanada   | 4:3 (1:2, 1:0, 2:1) | Deutschland | Kunsteisstadion im Sahnpark, Crimmitschau Zuschauer: 3.150 |

#### Spiel um Platz 5
| 23. April 2011 10:30 Uhr | Finnland | 6:0 (1:0, 2:0, 3:0) | Deutschland | Kunsteisstadion im Sahnpark, Crimmitschau Zuschauer: 915 |

#### Halbfinale
| 23. April 2011 14:30 Uhr | Schweden | 3:1 (0:1, 1:0, 2:0)            | Russland | Kunsteisstadion im Sahnpark, Crimmitschau Zuschauer: 1.003 |
| 23. April 2011 18:30 Uhr | USA      | 5:4 n. V. (1:1, 1:0, 2:3, 1:0) | Kanada   | Kunsteisstadion im Sahnpark, Crimmitschau Zuschauer: 1.376 |

#### Spiel um Platz 3
| 24. April 2011 14:30 Uhr | Kanada | 4:6 (1:1, 2:4, 1:1) | Russland | Kunsteisstadion im Sahnpark, Crimmitschau Zuschauer: 2.024 |

#### Finale
| 24. April 2011 18:30 Uhr | USA | 4:3 n. V. (1:1, 0:2, 2:0, 1:0) | Schweden | Kunsteisstadion im Sahnpark, Crimmitschau Zuschauer: 5.007 |

### Statistik

#### Beste Scorer
Abkürzungen: GP = Spiele, G = Tore, A = Assists, Pts = Punkte, +/− = Plus/Minus, PIM = Strafminuten; Fett: Turnierbestwert
| Spieler            | Team     | GP | G  | A  | Pts | +/− | PIM |
| ------------------ | -------- | -- | -- | -- | --- | --- | --- |
| Nikita Kutscherow  | Russland | 7  | 11 | 10 | 21  | +10 | 6   |
| Michail Grigorenko | Russland | 7  | 4  | 14 | 18  | +10 | 18  |
| Nail Jakupow       | Russland | 7  | 6  | 7  | 13  | +6  | 6   |
| Joel Armia         | Finnland | 6  | 4  | 9  | 13  | +2  | 8   |
| Ryan Murphy        | Kanada   | 7  | 4  | 9  | 13  | +2  | 2   |
| J. T. Miller       | USA      | 6  | 4  | 8  | 12  | +8  | 6   |
| Albert Jarullin    | Russland | 7  | 0  | 11 | 11  | +12 | 4   |
| Reid Boucher       | USA      | 6  | 8  | 2  | 10  | +9  | 8   |
| Ryan Murray        | Kanada   | 7  | 3  | 7  | 10  | +1  | 6   |
| Markus Granlund    | Finnland | 6  | 2  | 8  | 10  | +4  | 6   |

#### Beste Torhüter
Abkürzungen: Sp = Spiele, Min = Eiszeit (in Minuten), GT = Gegentore, SO = Shutouts, Sv% = gehaltene Schüsse (in %), GTS = Gegentorschnitt; Fett: Turnierbestwert
| Spieler            | Team        | Sp | Min    | T  | SO | Sv%   | GTS  |
| ------------------ | ----------- | -- | ------ | -- | -- | ----- | ---- |
| Andrei Wassilewski | Russland    | 6  | 343:30 | 15 | 0  | 93,62 | 2,62 |
| Steffen Søberg     | Norwegen    | 6  | 338:46 | 22 | 0  | 93,06 | 3,90 |
| John Gibson        | USA         | 6  | 358:52 | 14 | 0  | 92,59 | 2,34 |
| Marvin Cüpper      | Deutschland | 4  | 245:00 | 14 | 0  | 92,05 | 3,43 |
| Luca Boltshauser   | Schweiz     | 6  | 332:44 | 16 | 0  | 91,92 | 2,89 |
| Malcolm Subban     | Kanada      | 5  | 302:31 | 15 | 1  | 91,28 | 2,98 |
| Niklas Lundström   | Schweden    | 6  | 364:43 | 13 | 0  | 91,10 | 2,14 |
| Matěj Machovský    | Tschechien  | 5  | 300:00 | 16 | 0  | 89,68 | 3,20 |
| Samu Perhonen      | Finnland    | 4  | 238:41 | 14 | 0  | 87,50 | 3,52 |
| Patrik Rybár       | Slowakei    | 6  | 292:22 | 20 | 1  | 86,30 | 4,10 |

### Abschlussplatzierungen
| Pl. | Team        |
| --- | ----------- |
| 1   | USA         |
| 2   | Schweden    |
| 3   | Russland    |
| 4   | Kanada      |
| 5   | Finnland    |
| 6   | Deutschland |
| 7   | Schweiz     |
| 8   | Tschechien  |
| 9   | Norwegen    |
| 10  | Slowakei    |

### Titel, Auf- und Abstieg
| WeltmeisterUSA | Cole Bardreau, Tyler Biggs, Reid Boucher, Travis Boyd, Dan Carlson, John Gibson, Rocco Grimaldi, Ryan Haggerty, Seth Jones, Barrett Kaib, Nic Kerdiles, Zach Larraza, Jake McCabe, Matt McNeely, J. T. Miller, Connor Murphy, Michael Paliotta, Blake Pietila, Adam Reid, Robbie Russo, Henrik Samuelsson, Jacob Trouba Trainer: Ron Rolston |

| SilberSchweden | Viktor Arvidsson, Rasmus Bengtsson, Gustav Björklund, Albin Blomkvist, Ludwig Blomstrand, Jeremy Boyce-Rotevall, Jonas Brodin, Filip Forsberg, Linus Fröberg, Karl Johansson, William Karlsson, Oscar Klefbom, Joel Lassinantti, David Lillieström Karlsson, Emil Lundberg, Niklas Lundström, Joachim Nermark, Tom Nilsson, Victor Rask, Mikael Vikstrand, Anton Wedin, Mika Zibanejad Trainer: Rikard Grönborg |

| BronzeRussland | Michail Grigorenko, Anton Iwanjuschenkow, Bogdan Jakimow, Nail Jakupow, Albert Jarullin, Roman Konkow, Nikita Kutscherow, Alexander Kuwajew, Dmitri Michailow, Nikita Nesterow, Andrei Pedan, Gennadi Sabinin, Anton Saweljew, Maxim Schalunow, Pawel Schegalo, Maxim Schuwalow, Anton Slepyschew, Sergei Smurow, Wladimir Tkatschow, Alexei Wassilewski, Andrei Wassilewski, Konstantin Worschew Trainer: Juri Rumjanzew |

| Absteiger in die Division I:    | Norwegen, Slowakei |
| Aufsteiger in die Top-Division: | Dänemark, Lettland |

### Auszeichnungen
Spielertrophäen
| Auszeichnung       | Spieler           | Team     |
| ------------------ | ----------------- | -------- |
| Bester Torhüter    | John Gibson       | USA      |
| Bester Verteidiger | Ryan Murphy       | Kanada   |
| Bester Stürmer     | Nikita Kutscherow | Russland |

## Division I

### Gruppe A in Riga, Lettland
Vom 11. bis 17. April 2011 fand in der lettischen Hauptstadt Riga das Turnier der Gruppe A in der Division I statt. Die Spiele wurden in der Arēna Rīga mit 10.300 Plätzen ausgetragen. Japan sagte die Teilnahme an der Division I aufgrund des Tōhoku-Erdbebens und dessen unmittelbaren Folgen ab.
| 11. April 2011 15:30 Uhr | Kasachstan     | 3:2 n. V. (0:1, 1:1, 1:0, 1:0) | Ungarn         | Arēna Rīga, Riga Zuschauer: 215   |
| 11. April 2011 19:00 Uhr | Italien        | 0:3 (0:0, 0:2, 0:1)            | Lettland       | Arēna Rīga, Riga Zuschauer: 1.243 |
| 12. April 2011 15:30 Uhr | Ungarn         | 7:3 (3:0, 2:1, 2:2)            | Großbritannien | Arēna Rīga, Riga Zuschauer: 203   |
| 12. April 2011 19:00 Uhr | Lettland       | 8:1 (3:0, 1:0, 4:1)            | Kasachstan     | Arēna Rīga, Riga Zuschauer: 1.545 |
| 14. April 2011 15:30 Uhr | Italien        | 4:2 (2:0, 1:1, 1:1)            | Kasachstan     | Arēna Rīga, Riga Zuschauer: 231   |
| 14. April 2011 19:00 Uhr | Lettland       | 5:1 (1:0, 3:0, 1:1)            | Großbritannien | Arēna Rīga, Riga Zuschauer: 1.863 |
| 15. April 2011 15:30 Uhr | Ungarn         | 1:5 (0:1, 1:2, 0:2)            | Italien        | Arēna Rīga, Riga Zuschauer: 221   |
| 15. April 2011 19:00 Uhr | Kasachstan     | 6:5 (0:3, 1:1, 5:1)            | Großbritannien | Arēna Rīga, Riga Zuschauer: 250   |
| 17. April 2011 15:30 Uhr | Großbritannien | 3:7 (0:5, 2:1, 1:1)            | Italien        | Arēna Rīga, Riga Zuschauer: 168   |
| 17. April 2011 19:00 Uhr | Lettland       | 5:0 (3:0, 1:0, 1:0)            | Ungarn         | Arēna Rīga, Riga Zuschauer: 2.700 |

| Pl. |                | Sp | S | OTS | OTN | N | Tore  | Punkte |
| 1.  | Lettland       | 4  | 4 | 0   | 0   | 0 | 21:02 | 12     |
| 2.  | Italien        | 4  | 3 | 0   | 0   | 1 | 16:09 | 9      |
| 3.  | Kasachstan     | 4  | 1 | 1   | 0   | 2 | 12:19 | 5      |
| 4.  | Ungarn         | 4  | 1 | 0   | 1   | 2 | 10:16 | 4      |
| 5.  | Großbritannien | 4  | 0 | 0   | 0   | 4 | 12:25 | 0      |
| 6.  | Japan          | –  | – | –   | –   | – | 0–:0– | –      |

Abkürzungen: Pl. = Platz, Sp = Spiele, S = Siege, OTS = Siege nach Verlängerung (Overtime) oder Penaltyschießen, OTN = Niederlagen nach Verlängerung oder Penaltyschießen, N = Niederlagen

Erläuterungen: Aufsteiger in die Top-Division, Absteiger in die Division II

### Gruppe B in Maribor, Slowenien
Das Turnier der Gruppe B in der Division I wurde vom 10. bis 16. April 2011 in Maribor in Slowenien ausgetragen. Alle Spiele fanden in der Ledna dvorana Tabor statt, die Platz für 3.000 Zuschauer bietet.
| 10. April 2011 13:00 Uhr | Südkorea   | 3:7 (2:2, 1:4, 0:1)                 | Polen      | Ledna dvorana Tabor, Maribor Zuschauer: 334 |
| 10. April 2011 16:30 Uhr | Frankreich | 2:1 (0:1, 1:0, 1:0)                 | Dänemark   | Ledna dvorana Tabor, Maribor Zuschauer: 410 |
| 10. April 2011 20:00 Uhr | Slowenien  | 4:3 (0:2, 2:1, 2:0)                 | Belarus    | Ledna dvorana Tabor, Maribor Zuschauer: 561 |
| 11. April 2011 15:00 Uhr | Belarus    | 3:4 n. P. (1:0, 0:3, 2:0, 0:0, 0:1) | Frankreich | Ledna dvorana Tabor, Maribor Zuschauer: 310 |
| 11. April 2011 18:30 Uhr | Dänemark   | 16:2 (6:1, 7:1, 3:0)                | Südkorea   | Ledna dvorana Tabor, Maribor Zuschauer: 312 |
| 12. April 2011 18:30 Uhr | Polen      | 0:2 (0:1, 0:0, 0:1)                 | Slowenien  | Ledna dvorana Tabor, Maribor Zuschauer: 570 |
| 13. April 2011 13:00 Uhr | Belarus    | 8:0 (3:0, 3:0, 2:0)                 | Südkorea   | Ledna dvorana Tabor, Maribor Zuschauer: 300 |
| 13. April 2011 16:30 Uhr | Dänemark   | 6:2 (2:0, 2:1, 2:1)                 | Polen      | Ledna dvorana Tabor, Maribor Zuschauer: 337 |
| 13. April 2011 20:00 Uhr | Slowenien  | 4:2 (1:1, 0:1, 3:0)                 | Frankreich | Ledna dvorana Tabor, Maribor Zuschauer: 625 |
| 14. April 2011 18:30 Uhr | Frankreich | 10:1 (6:0, 3:0, 1:1)                | Südkorea   | Ledna dvorana Tabor, Maribor Zuschauer: 301 |
| 15. April 2011 15:00 Uhr | Polen      | 1:8 (0:4, 1:1, 0:3)                 | Belarus    | Ledna dvorana Tabor, Maribor Zuschauer: 327 |
| 15. April 2011 18:30 Uhr | Dänemark   | 4:1 (1:1, 2:0, 1:0)                 | Slowenien  | Ledna dvorana Tabor, Maribor Zuschauer: 870 |
| 16. April 2011 12:00 Uhr | Polen      | 2:1 (0:1, 1:0, 1:0)                 | Frankreich | Ledna dvorana Tabor, Maribor Zuschauer: 318 |
| 16. April 2011 15:30 Uhr | Belarus    | 3:4 (0:1, 2:2, 1:1)                 | Dänemark   | Ledna dvorana Tabor, Maribor Zuschauer: 410 |
| 16. April 2011 19:00 Uhr | Südkorea   | 5:7 (2:2, 1:2, 2:3)                 | Slowenien  | Ledna dvorana Tabor, Maribor Zuschauer: 567 |

| Pl. |            | Sp | S | OTS | OTN | N | Tore  | Punkte |
| 1.  | Dänemark   | 5  | 4 | 0   | 0   | 1 | 31:10 | 12     |
| 2.  | Slowenien  | 5  | 4 | 0   | 0   | 1 | 18:14 | 12     |
| 3.  | Frankreich | 5  | 2 | 1   | 0   | 2 | 19:11 | 8      |
| 4.  | Belarus    | 5  | 2 | 0   | 1   | 2 | 25:13 | 7      |
| 5.  | Polen      | 5  | 2 | 0   | 0   | 3 | 12:20 | 6      |
| 6.  | Südkorea   | 5  | 0 | 0   | 0   | 5 | 11:48 | 0      |

Abkürzungen: Pl. = Platz, Sp = Spiele, S = Siege, OTS = Siege nach Verlängerung (Overtime) oder Penaltyschießen, OTN = Niederlagen nach Verlängerung oder Penaltyschießen, N = Niederlagen

Erläuterungen: Aufsteiger in die Top-Division, Absteiger in die Division II

### Auf- und Abstieg
| Absteiger in die Division I:    | Norwegen, Slowakei       |
| Aufsteiger in die Top-Division: | Dänemark, Lettland       |
| Absteiger in die Division II:   | Großbritannien, Südkorea |
| Aufsteiger in die Division I:   | Österreich, Ukraine      |

## Division II

### Gruppe A in Brașov, Rumänien
Vom 19. bis 25. März 2011 fand in Brașov in Rumänien das Turnier der Gruppe A in der Division II statt. Die Spiele wurden im Patinoarul Olimpic ausgetragen, das 1.584 Plätze aufweist.
| 19. März 2011 12:00 Uhr | Neuseeland | 1:4 (0:1, 1:2, 0:1)                 | Serbien    | Patinoarul Olimpic Brașov, Brașov Zuschauer: 100 |
| 19. März 2011 15:30 Uhr | Kroatien   | 1:5 (1:4, 0:1, 0:0)                 | Österreich | Patinoarul Olimpic Brașov, Brașov Zuschauer: 130 |
| 19. März 2011 19:00 Uhr | Rumänien   | 8:1 (2:1, 3:0, 3:0)                 | Estland    | Patinoarul Olimpic Brașov, Brașov Zuschauer: 180 |
| 20. März 2011 12:00 Uhr | Österreich | 12:0 (2:0, 6:0, 4:0)                | Serbien    | Patinoarul Olimpic Brașov, Brașov Zuschauer: 50  |
| 20. März 2011 15:30 Uhr | Estland    | 14:0 (5:0, 2:0, 7:0)                | Neuseeland | Patinoarul Olimpic Brașov, Brașov Zuschauer: 60  |
| 20. März 2011 19:00 Uhr | Rumänien   | 3:2 n. P. (1:0, 1:1, 0:1, 0:0, 1:0) | Kroatien   | Patinoarul Olimpic Brașov, Brașov Zuschauer: 250 |
| 22. März 2011 12:00 Uhr | Österreich | 10:0 (5:0, 4:0, 1:0)                | Estland    | Patinoarul Olimpic Brașov, Brașov Zuschauer: 20  |
| 22. März 2011 15:30 Uhr | Kroatien   | 7:0 (2:0, 4:0, 1:0)                 | Serbien    | Patinoarul Olimpic Brașov, Brașov Zuschauer: 50  |
| 22. März 2011 19:00 Uhr | Rumänien   | 7:0 (2:0, 2:0, 3:0)                 | Neuseeland | Patinoarul Olimpic Brașov, Brașov Zuschauer: 100 |
| 23. März 2011 12:00 Uhr | Estland    | 1:6 (1:2, 0:2, 0:2)                 | Kroatien   | Patinoarul Olimpic Brașov, Brașov Zuschauer: 30  |
| 23. März 2011 15:30 Uhr | Neuseeland | 0:21 (0:7, 0:6, 0:8)                | Österreich | Patinoarul Olimpic Brașov, Brașov Zuschauer: 40  |
| 23. März 2011 19:00 Uhr | Serbien    | 1:6 (0:2, 0:2, 1:2)                 | Rumänien   | Patinoarul Olimpic Brașov, Brașov Zuschauer: 150 |
| 25. März 2011 12:00 Uhr | Kroatien   | 12:0 (2:0, 5:0, 5:0)                | Neuseeland | Patinoarul Olimpic Brașov, Brașov Zuschauer: 20  |
| 25. März 2011 15:30 Uhr | Serbien    | 1:17 (1:7, 0:5, 0:5)                | Estland    | Patinoarul Olimpic Brașov, Brașov Zuschauer: 40  |
| 25. März 2011 19:00 Uhr | Österreich | 8:2 (4:0, 3:1, 1:1)                 | Rumänien   | Patinoarul Olimpic Brașov, Brașov Zuschauer: 300 |

| Pl. |            | Sp | S | OTS | OTN | N | Tore  | Punkte |
| 1.  | Österreich | 5  | 5 | 0   | 0   | 0 | 56:03 | 15     |
| 2.  | Rumänien   | 5  | 3 | 1   | 0   | 1 | 26:12 | 11     |
| 3.  | Kroatien   | 5  | 3 | 0   | 1   | 1 | 28:09 | 10     |
| 4.  | Estland    | 5  | 2 | 0   | 0   | 3 | 33:25 | 6      |
| 5.  | Serbien    | 5  | 1 | 0   | 0   | 4 | 06:43 | 3      |
| 6.  | Neuseeland | 5  | 0 | 0   | 0   | 5 | 01:58 | 0      |

Abkürzungen: Pl. = Platz, Sp = Spiele, S = Siege, OTS = Siege nach Verlängerung (Overtime) oder Penaltyschießen, OTN = Niederlagen nach Verlängerung oder Penaltyschießen, N = Niederlagen

Erläuterungen: Aufsteiger in die Division I, Absteiger in die Division III

### Gruppe B in Donezk, Ukraine
Vom 27. März bis 2. April 2011 fand in Donezk in der Ukraine das Turnier der Gruppe B in der Division II statt. Die Spiele wurden im Druschba-Sportpalast ausgetragen, der eine Kapazität von 4.130 Plätzen hat.
| 27. März 2011 12:00 Uhr | Volksrepublik China | 1:2 (0:1, 0:0, 1:1)            | Niederlande         | Druschba-Sportpalast, Donezk Zuschauer: 1.712 |
| 27. März 2011 15:30 Uhr | Spanien             | 3:5 (0:2, 1:2, 2:1)            | Litauen             | Druschba-Sportpalast, Donezk Zuschauer: 1.764 |
| 27. März 2011 19:00 Uhr | Ukraine             | 12:1 (2:0, 7:1, 3:0)           | Belgien             | Druschba-Sportpalast, Donezk Zuschauer: 3.426 |
| 28. März 2011 12:00 Uhr | Litauen             | 3:4 (1:3, 2:0, 0:1)            | Niederlande         | Druschba-Sportpalast, Donezk Zuschauer: 1.125 |
| 28. März 2011 15:30 Uhr | Belgien             | 4:7 (3:3, 1:2, 0:2)            | Volksrepublik China | Druschba-Sportpalast, Donezk Zuschauer: 1.673 |
| 28. März 2011 19:00 Uhr | Ukraine             | 11:1 (3:1, 4:0, 4:0)           | Spanien             | Druschba-Sportpalast, Donezk Zuschauer: 2.713 |
| 30. März 2011 12:00 Uhr | Litauen             | 15:0 (8:0, 5:0, 2:0)           | Belgien             | Druschba-Sportpalast, Donezk Zuschauer: 1.012 |
| 30. März 2011 15:30 Uhr | Spanien             | 1:2 n. V. (0:1, 0:0, 1:0, 0:1) | Niederlande         | Druschba-Sportpalast, Donezk Zuschauer: 935   |
| 30. März 2011 19:00 Uhr | Ukraine             | 18:1 (4:0, 4:1, 10:0)          | Volksrepublik China | Druschba-Sportpalast, Donezk Zuschauer: 3.024 |
| 31. März 2011 12:00 Uhr | Belgien             | 1:10 (1:2, 0:6, 0:2)           | Spanien             | Druschba-Sportpalast, Donezk Zuschauer: 738   |
| 31. März 2011 15:30 Uhr | Volksrepublik China | 2:19 (0:5, 0:8, 2:6)           | Litauen             | Druschba-Sportpalast, Donezk Zuschauer: 718   |
| 31. März 2011 19:00 Uhr | Niederlande         | 2:4 (2:0, 0:2, 0:2)            | Ukraine             | Druschba-Sportpalast, Donezk Zuschauer: 3.442 |
| 2. April 2011 12:00 Uhr | Spanien             | 4:2 (0:0, 3:0, 1:2)            | Volksrepublik China | Druschba-Sportpalast, Donezk Zuschauer: 1.029 |
| 2. April 2011 15:30 Uhr | Niederlande         | 9:2 (1:0, 3:2, 5:0)            | Belgien             | Druschba-Sportpalast, Donezk Zuschauer: 913   |
| 2. April 2011 19:00 Uhr | Litauen             | 2:6 (0:1, 1:3, 1:2)            | Ukraine             | Druschba-Sportpalast, Donezk Zuschauer: 3.625 |

| Pl. |                     | Sp | S | OTS | OTN | N | Tore  | Punkte |
| 1.  | Ukraine             | 5  | 5 | 0   | 0   | 0 | 51:07 | 15     |
| 2.  | Niederlande         | 5  | 3 | 1   | 0   | 1 | 19:11 | 11     |
| 3.  | Litauen             | 5  | 3 | 0   | 0   | 2 | 44:15 | 9      |
| 4.  | Spanien             | 5  | 2 | 0   | 1   | 2 | 19:21 | 7      |
| 5.  | Volksrepublik China | 5  | 1 | 0   | 0   | 4 | 13:47 | 3      |
| 6.  | Belgien             | 5  | 0 | 0   | 0   | 5 | 08:53 | 0      |

Abkürzungen: Pl. = Platz, Sp = Spiele, S = Siege, OTS = Siege nach Verlängerung (Overtime) oder Penaltyschießen, OTN = Niederlagen nach Verlängerung oder Penaltyschießen, N = Niederlagen

Erläuterungen: Aufsteiger in die Division I, Absteiger in die Division III

### Auf- und Abstieg
| Absteiger in die Division II:  | Großbritannien, Südkorea |
| Aufsteiger in die Division I:  | Österreich, Ukraine      |
| Absteiger in die Division III: | Belgien, Neuseeland      |
| Aufsteiger in die Division II: | Australien, Island       |

## Division III

### Gruppe A in Taipeh, Republik China (Taiwan)
In Taipeh in der Republik China (Taiwan) wurde vom 11. bis 17. April 2011 das Turnier der Gruppe A in der Division III ausgetragen. Spielort war der Annex Ice Rink, in dem 800 Zuschauer Platz finden. Die Mongolei zog ihre Mannschaft aufgrund finanzieller Schwierigkeiten und fehlender Ausrüstung vom Turnier zurück.

#### Vorrunde
| 11. April 2011 15:30 Uhr (Ortszeit) | 11. April 2011 9:30 Uhr (MESZ) | Türkei                  | 2:11 (0:2, 2:5, 0:4) | Bulgarien               | Annex Ice Rink, Taipeh Zuschauer: 100 |
| 11. April 2011 19:30 Uhr            | 11. April 2011 13:30 Uhr       | Republik China (Taiwan) | 1:5 (0:1, 0:0, 1:4)  | Australien              | Annex Ice Rink, Taipeh Zuschauer: 550 |
| 12. April 2011 15:30 Uhr            | 12. April 2011 9:30 Uhr        | Türkei                  | 2:9 (2:4, 0:4, 0:1)  | Republik China (Taiwan) | Annex Ice Rink, Taipeh Zuschauer: 150 |
| 12. April 2011 19:00 Uhr            | 12. April 2011 13:00 Uhr       | Australien              | 7:1 (3:0, 3:1, 1:0)  | Bulgarien               | Annex Ice Rink, Taipeh Zuschauer: 180 |
| 14. April 2011 15:30 Uhr            | 14. April 2011 9:30 Uhr        | Australien              | 17:0 (7:0, 6:0, 4:0) | Türkei                  | Annex Ice Rink, Taipeh Zuschauer: 100 |
| 14. April 2011 19:00 Uhr            | 14. April 2011 13:00 Uhr       | Bulgarien               | 4:2 (1:0, 1:1, 2:1)  | Republik China (Taiwan) | Annex Ice Rink, Taipeh Zuschauer: 550 |

| Pl. |                         | Sp | S | OTS | OTN | N | Tore  | Punkte |
| 1.  | Australien              | 3  | 3 | 0   | 0   | 0 | 29:02 | 9      |
| 2.  | Bulgarien               | 3  | 2 | 0   | 0   | 1 | 16:11 | 6      |
| 3.  | Republik China (Taiwan) | 3  | 1 | 0   | 0   | 2 | 12:11 | 3      |
| 4.  | Türkei                  | 3  | 0 | 0   | 0   | 3 | 04:37 | 0      |

Abkürzungen: Pl. = Platz, Sp = Spiele, S = Siege, OTS = Siege nach Verlängerung (Overtime) oder Penaltyschießen, OTN = Niederlagen nach Verlängerung oder Penaltyschießen, N = Niederlagen

#### Finalrunde
|  | Halbfinale | Halbfinale              | Halbfinale |                  |  | Finale | Finale                  | Finale |
|  |            |                         |            |                  |  |        |                         |        |
|  |            |                         |            |                  |  |        |                         |        |
|  | 1          | Australien              | 12         |                  |  |        |                         |        |
|  | 4          | Türkei                  | 1          |                  |  | 1      | Australien              | 6      |
|  |            |                         |            |                  |  | 3      | Republik China (Taiwan) | 2      |
|  |            |                         |            |                  |  |        |                         |        |
|  |            |                         |            | Spiel um Platz 3 |  |        |                         |        |
|  | 2          | Bulgarien               | 5          |                  |  |        |                         |        |
|  | 3          | Republik China (Taiwan) | 6          |                  |  | 2      | Bulgarien               | 4      |
|  |            |                         |            |                  |  | 4      | Türkei                  | 2      |
|  |            |                         |            |                  |  |        |                         |        |

Halbfinale
| 15. April 2011 15:30 Uhr | 15. April 2011 9:30 Uhr  | Australien | 12:1 (4:0, 3:0, 5:1) | Türkei                  | Annex Ice Rink, Taipeh Zuschauer: 200 |
| 15. April 2011 19:00 Uhr | 15. April 2011 13:00 Uhr | Bulgarien  | 5:6 (2:3, 3:0, 0:3)  | Republik China (Taiwan) | Annex Ice Rink, Taipeh Zuschauer: 700 |

Spiel um Platz 3
| 17. April 2011 13:30 Uhr | 17. April 2011 7:30 Uhr | Bulgarien | 4:2 (1:2, 2:0, 1:0) | Türkei | Annex Ice Rink, Taipeh Zuschauer: 300 |

Finale
| 17. April 2011 17:00 Uhr (Ortszeit) | 17. April 2011 11:00 Uhr | Australien | 6:2 (0:0, 5:0, 1:2) | Republik China (Taiwan) | Annex Ice Rink, Taipeh Zuschauer: 900 |

#### Abschlussplatzierungen
| Pl. | Team                    |
| 1   | Australien              |
| 2   | Republik China (Taiwan) |
| 3   | Bulgarien               |
| 4   | Türkei                  |

### Gruppe B in Naucalpan de Juárez, Mexiko
Das Turnier der Gruppe B in der Division III fand vom 13. bis 19. März 2011 in Naucalpan de Juárez in Mexiko statt. Die Spiele wurden in der Halle La Pista Lomas Verdes (3.500 Plätze) ausgetragen.
| 13. März 2011 16:00 Uhr (Ortszeit) | 13. März 2011 23:00 Uhr (MEZ) | Irland    | 1:13 (0:4, 1:5, 0:4)                | Südafrika | La Pista Lomas Verdes, Naucalpan de Juárez Zuschauer: 150   |
| 13. März 2011 20:00 Uhr            | 14. März 2011 3:00 Uhr        | Israel    | 3:7 (3:2, 0:3, 0:2)                 | Mexiko    | La Pista Lomas Verdes, Naucalpan de Juárez Zuschauer: 920   |
| 14. März 2011 16:00 Uhr            | 14. März 2011 23:00 Uhr       | Island    | 12:0 (4:0, 2:0, 6:0)                | Israel    | La Pista Lomas Verdes, Naucalpan de Juárez Zuschauer: 100   |
| 14. März 2011 19:30 Uhr            | 15. März 2011 2:30 Uhr        | Mexiko    | 12:0 (8:0, 0:0, 4:0)                | Irland    | La Pista Lomas Verdes, Naucalpan de Juárez Zuschauer: 250   |
| 16. März 2011 16:00 Uhr            | 16. März 2011 23:00 Uhr       | Island    | 22:0 (12:0, 5:0, 5:0)               | Irland    | La Pista Lomas Verdes, Naucalpan de Juárez Zuschauer: 120   |
| 16. März 2011 19:30 Uhr            | 17. März 2011 2:30 Uhr        | Mexiko    | 8:1 (2:1, 3:0, 3:0)                 | Südafrika | La Pista Lomas Verdes, Naucalpan de Juárez Zuschauer: 950   |
| 18. März 2011 16:00 Uhr            | 18. März 2011 23:00 Uhr       | Südafrika | 2:14 (1:3, 0:7, 1:4)                | Island    | La Pista Lomas Verdes, Naucalpan de Juárez Zuschauer: 120   |
| 18. März 2011 19:30 Uhr            | 19. März 2011 2:30 Uhr        | Israel    | 12:2 (10:0, 2:0, 0:2)               | Irland    | La Pista Lomas Verdes, Naucalpan de Juárez Zuschauer: 150   |
| 19. März 2011 16:00 Uhr            | 19. März 2011 23:00 Uhr       | Südafrika | 3:2 (2:1, 0:1, 1:0)                 | Israel    | La Pista Lomas Verdes, Naucalpan de Juárez Zuschauer: 150   |
| 19. März 2011 19:30 Uhr            | 20. März 2011 2:30 Uhr        | Island    | 4:3 n. P. (3:1, 0:2, 0:0, 0:0, 1:0) | Mexiko    | La Pista Lomas Verdes, Naucalpan de Juárez Zuschauer: 1.900 |

| Pl. |           | Sp | S | OTS | OTN | N | Tore  | Punkte |
| 1.  | Island    | 4  | 3 | 1   | 0   | 0 | 52:05 | 11     |
| 2.  | Mexiko    | 4  | 3 | 0   | 1   | 0 | 31:08 | 10     |
| 3.  | Südafrika | 4  | 2 | 0   | 0   | 2 | 19:25 | 6      |
| 4.  | Israel    | 4  | 1 | 0   | 0   | 3 | 17:24 | 3      |
| 5.  | Irland    | 4  | 0 | 0   | 0   | 4 | 03:59 | 0      |

Abkürzungen: Pl. = Platz, Sp = Spiele, S = Siege, OTS = Siege nach Verlängerung (Overtime) oder Penaltyschießen, OTN = Niederlagen nach Verlängerung oder Penaltyschießen, N = Niederlagen

Erläuterungen: Aufsteiger in die Division II

### Auf- und Abstieg
| Absteiger in die Division III: | Belgien, Neuseeland |
| Aufsteiger in die Division II: | Australien, Island  |